# پریزیسکایا
پریزیسکایا (به لاتین: Prizeyskaya) یک منطقهٔ مسکونی در روسیه است که در استان آمور واقع شده‌است.